# Lake Placid: Legacy
Lake Placid: Legacy ist ein südafrikanischer Tierhorrorfernsehfilm von Darrell Roodt aus dem Jahr 2018. Er bildet den Abschluss der Lake-Placid-Filmreihe, die 1999 begann.

## Handlung
Dane fordert Jade und ihr Team, das für Schlagzeilen nach einer Guerillaaktion gegen einen Großkonzern sorgte, heraus, in eine inmitten eines Sees liegende alte Forschungseinrichtung einzubrechen. Begleitet wird sie von ihrer jüngeren Schwester Alice, Jades Freund Sam, dem Hacker Billy und Spencer. Dem Team, das zuerst die Insel erreicht, winkt ein Preisgeld von 100.000 US-Dollar. Die Gruppe reist mit den Rangern Pennie und Travis per Boot zur Insel und beginnt mit der Erkundung. Sie finden bald die Leiche von Danes Freund Gomez in einem Baum. In der Nähe können sie Danes Kamera bergen, auf der sich Aufnahmen befinden, die zeigen, wie Gomez von etwas angegriffen wird. In dem Video erwähnt er einen Mann namens Henderson, der ihn angeblich im Stich gelassen hat. Die Gruppe beschließt umzukehren. Am Ufer müssen sie feststellen, dass ihr Boot mit Travis darauf inmitten des Sees treibt. Pennie wird plötzlich an einem Seil ins Wasser gezogen. Als Travis versucht, sie zu retten, wird er von einer Kreatur aus dem See gefressen. Durch den Verlust der Ranger und des Boots bleibt die Gruppe auf der Insel gefangen.
Die verbleibenden Überlebenden beschließen, die Insel weiter zu erkunden. Schließlich finden sie die Forschungseinrichtung, die sie letztendlich betreten. Mit einem Seil klettern sie in einen anderen Teil der Einrichtung hinab. Nach einer Begegnung mit einem riesigen Krokodil, das sich als die Kreatur aus dem See herausstellt, werden Jade, Sam und Alice von Billy, Spencer und Pennie getrennt. Während Jade, Sam und Alice die Einrichtung weiter erkunden, geht Billy zu einem Dock, um von dort aus die Polizei anzurufen. Er verliert jedoch schnell das Signal. Es kommt noch schlimmer, als Spencer vom Krokodil ins Wasser gezogen und getötet wird. Pennie zwingt Billy, die anderen zu kontaktieren, während sie zurückbleibt, um gegen das Krokodil zu kämpfen. Das Krokodil folgt Pennie in einen Tunnel, wo es sie schnell tötet.
Jade, Sam und Alice finden Dane lebend in der Einrichtung und er stellt ihnen Herrn Henderson, einen Mann, der früher in der Einrichtung gearbeitet hat, vor. Er war Teil einer Forschungsgruppe, die versuchte, Krokodile zu bewaffnen. Er beichtet, dass er Dane und Gomez dafür ausnutzte, um wieder in die Einrichtung zu gelangen, um die Experimente fortzusetzen. Währenddessen erreicht Billy ein anderes Gebäude und schafft es, die anderen Überlebenden zu kontaktieren. Dabei bricht ein Krokodil in das Gebäude ein und tötet ihn. Henderson kann im dadurch entstandenen Chaos entkommen und Jade, Sam, Alice und Dane unternehmen einen Fluchtversuch. Henderson versucht, die Gruppe in der Einrichtung gefangen zu halten, indem er den Gebäudekomplex überflutet. Ihm gelingt es, durch die Flut zu schwimmen und in einen anderen Teil der Einrichtung zu fliehen.
Das Krokodil kann sich im überfluteten Gebäude selbstverständlich schneller fortbewegen und holt die Gruppe bald ein. Zuerst frisst es Dane, bevor es Henderson tötet, der versuchte, es einzufangen. Jade, Sam und Alice finden einen Raum mit mehreren Benzinkanistern. Sam entwirft einen Plan, um das Krokodil zu töten, indem er die Benzinkanister in die Luft jagt. Er beginnt die Flüssigkeit zu verteilen und ermöglicht Jade und Alice die Flucht, da er zurückbleibt, um es zu töten. Als das Krokodil das Zimmer betritt, versucht er, das Benzin zu entzünden, was allerdings misslingt. So wird er vom Krokodil gefressen und dieses beginnt die zwei übrigen Mädchen zu verfolgen. Bevor das Krokodil Alice verschlingen kann, kann Jade es mit einem Bagger fangen. Schließlich zündet Jade den Treibstoff des Baggers mit einem Feuerzeug an und das Krokodil verbrennt. Jade und Alice schwimmen nun zurück ans Festland, ohne zu bemerken, dass sich im Wasser noch ein weiteres Krokodil aufhält.

## Hintergrund
Teil eins Lake Placid von 1999 wurde in Kanada gedreht, die Fortsetzungen Lake Placid 2 (2007), Lake Placid 3 (2010), Lake Placid 4 (2012) und Lake Placid vs. Anaconda als US-amerikanisch-bulgarische Kooperationen entstanden in Bulgarien. Der sechste Teil der Reihe wurde erstmals in Südafrika realisiert. Drehort war ab Dezember 2017 in und um Kapstadt.

## Veröffentlichung
Der Film feierte seine Fernsehpremiere am 28. Mai 2018 auf Syfy. Der Start im inländischen Videoverleih war der 4. September 2018. In Deutschland startete der Videoverleih am 6. September 2018.

## Rezeption
„Trash – leider ohne einen Anflug von Ironie.“

„Ein paar gelungene Gore-Einlagen und Joe Pantolianos kurzer Auftritt werten den trashigen Horrorthriller ‚Lake Placid: Legacy‘ zwar leicht auf. Doch unterm Strich bietet der nunmehr sechste und gänzlich humorfreie Teil der Reihe nur lahme Low-Budget-Kost vom Fließband.“

Wird der Beginn des Films von Lutz Granert für Filmstarts noch positiv aufgenommen und mit „temporeich“ beschrieben, wird bemängelt, dass „die Geschehnisse von den noch ganz reizvoll anzuschauenden Locations in Südafrika in die schummrige, lieblos ausgestattete Kulisse eines unterirdischen Bunkers verlagert“ werden. Das mittels CGI erschaffene Krokodil wird qualitativ mit den Haien aus Sharknado – Genug gesagt! verglichen. Zu den Darstellern wird geschrieben, dass „die von ihren gespielten Figuren profillos und austauschbar bleiben“. Lediglich Joe Pantoliano, „der für einige Momente schauspielerische Glanzlichter setzen kann“ wird für seine Rolle als Genetiker Henderson gelobt. Er „bringe er eine erfrischende Schmierigkeit in den Film, der sich ansonsten völlig ironiebefreit viel zu ernst nimmt.“ Weiter werden die „misslungen Spezialeffekte und das haarsträubend dümmliche Finale, die nicht einmal Trash-Vergnügen aufkommen lassen“ bemängelt. Final vergibt Granert 1,5 von 5 Sternen.
Im Audience Score auf Rotten Tomatoes kommt der Film bei über 50 Bewertungen auf eine katastrophale Wertung von 11 %. In der Internet Movie Database hat der Film bei über 2.200 Stimmenabgaben eine Wertung von 3,4 von 10,0 möglichen Sternen.